# Бенямин Калаи
Бениамин Калаи е австро-унгарски политик и дипломат.

## Биография
Роден е на 22 декември 1839 година в Будапеща, Австрийска империя. През 1867 година е генерален консул в Белград, Сърбия. През 1875 влиза в унгарския парламент като консерватор, политически съюзник на външния министър Дюла Андраши.
През 1878 – 1879 година представлява Австро-Унгария в Европейската комисия за Източна Румелия. Работи за елиминиране на руското влияние в Южна България и срещу опитите за реформи в останалата под османска власт Македония.
След назначението си в Източна Румелия Калай оглавява отдел в австро-унгарското външно министерство. От 1882 година, в продължение на повече от две десетилетия до смъртта си, е финансов министър на Двуединната монархия. Като такъв управлява пряко окупираните Босна и Херцеговина.
Калай се ползва с авторитет на отличен познавач на Балканите. Автор е на множество студии за историята на сърбите, икономиката и политиката в сръбската държава, както и за руската политика в региона. Член е на Унгарската (от 1888) и на Виенската академия на науките.
Умира на 13 юли 1903 година във Виена на 63-годишна възраст.